# Sanctuaire d'Urkiola
Le sanctuaire d'Urkiola dédié aux Saints Antoine l'Abbé et Antoine de Padoue est un temple catholique qui se situe sur le col d'Urkiola, dans la commune biscaïenne d'Abadiño (Abadiano en castillan) au Pays basque (Espagne). Il est un des sanctuaires les plus vénérés de la province et aussi parmi les plus anciens. Sa situation, dans le cœur du Parc naturel d'Urkiola, à côté d'une des routes historiques qui relie la côte cantabrique avec le plateau castillan et entouré d'une nature exubérante. Ce paysage est remarquable avec des parois calcaires des montagnes du Durangaldea, avec l'Anboto comme point culminant. C'est ici que la mythologie basque situe la demeure principale de sa déesse principale pour le peuple basque, Mari (également appelée la Dame d'Anboto).
La construction actuelle, la troisième dont on a des traces écrites, est un bâtiment inachevé de style néo médiéval qui a commencé en 1899 et consacré en 1933. Ce bâtiment avec une petite tour campanaire, qui a été érigée en 1870, la maison du recteur de l'ancien hôpital et hébergement d'hospitalité forment l'ensemble religieux que complètent deux anciens et petits ermitages, celui du Christ Saint et celui de Santa Polonia, un Chemin de croix et un calvaire construit en 1943 et le petit cimetière du quartier rural.

## Le sanctuaire
Le sanctuaire est situé juste dans la ligne de division des versants méditerranéen et cantabrique de telle sorte que l'eau de pluie qui coule d'un pan du toit aille vers la Méditerranée et celle qui coule sur l'autre pan aille vers le côté cantabrique.
La disproportion entre la construction énorme des nefs inachevées et le petit clocher du temple précédent attire l'attention des visiteurs. Un grand perron sert d'accès à l'église dont l'entrée est flanquée par les parois inachevées de ce qui devait être les tours et le porche.
La nef centrale, située dans la partie qui ne sert pas pour le culte, forme un jardin intérieur dans lequel se trouve la petite tour campanaire de style néoclassique. Entre les différentes étages qui ornent ce dernier on a construit un petit monument qui rappelle la vie en Biscaye. Ce monument est composé de : un laya qui fait référence à l'agriculture, une meule de pierre pour l'industrie et une ancre pour le monde de la mer.
Les nefs latérales sont maintenant des couloirs pour accéder au temple. La nef centrale a été fermée par un grand mur pour former un espace consacré à utilisation liturgique.
En montant à gauche, juste à l'entrée du sanctuaire, une pierre rare, dont certains affirment qu'il s'agit d'une météorite. Les personnes cherchant l'âme sœur sont invitées à faire plusieurs fois le tour de celle-ci (il faut prendre garde au sens de rotation puisque comme le disent certains, si les tours sont faits dans le sens inverse, les effets recherchés seront contraires).
Le bâtiment a été construit en style néomédiéval et avec une orientation quant à l'utilisation. Les travaux n'ayant pas été achevés, on a changé la situation de l'autel qui s'est retrouvé à l'opposé, s'appuyant sur la grande paroi qui ferme la nef. Dans la tête rectangulaire se trouve le chœur dont les côtés s'ouvrent, la sacristie et une chapelle consacrée au Saint.
Dans les dernières décennies du XXe siècle on a effectué différentes restaurations pour terminer l'œuvre inachevée. Ces travaux, tant extérieurs qu'intérieurs, ont été initiés par le groupe d'ex missionnaires appartenant à des Missions Diocésaines Basques qui se sont chargées du sanctuaire à partir de mai 1970.
À l'extérieur on a construit le grand escalier d'accès et on a adouci les décors de la paroi qui ferme la nef principale.
À l'intérieur on a orné au moyen de mosaïques les parois qui font le fond de l'autel. Pour l'autel principal on a construit une grande mosaïque qui couvre la paroi fermant la nef et sur laquelle on a construit une fenêtre avec vitrail sur lequel on trouve les représentations des saints Antoine Abbé et de Padoue. On a couvert avec une autre mosaïque la chapelle du Saint et on a construit un chemin de croix dans le sol de la nef, auquel on a ajouté une station supplémentaire, celle de la résolution. Ces mosaïques et le chemin de croix ont été réalisés dans l'atelier du sanctuaire lui-même.

## Statues
Parmi les œuvres du sanctuaire, qui a subi plusieurs incendies, il y a plusieurs statues importantes.
- Les statues des saints titulaires, le Saint Antoine Abbé et le Saint Antoine de Padoue, sont de style rococo et datent du XVIIe siècle étant déjà cités dans l'inventaire de 1605. Selon l'historien Labayru elles sont attribuées au sculpteur Elgoibartarra (gentilé d'Elgoibar) Juan de Iturriza qui a été l'auteur du retable du temple précédent qu'il livrera en 1679. Toutes les deux sont de 1,10 mètre de hauteur avec des piédestaux de 50 cm et sont faites pour être dans le creux d'un autel et non pour les déplacer en procession.

Le sanctuaire disposait de tenues et vêtements dont on a des références écrites de 1665.
- Statue la Vierge Marie et l'enfant, cédée par le Musée Diocésain de Bilbao est de style Renaissance qui montre une femme assise portant l'enfant dans sa poitrine.
- Le Christ crucifié, de style Renaissance du XVIe siècle. Il a fait partie de l'ensemble de la Vera Cruz de Durango.
- Statue de Saint Antoine abbé, du temple précédent dans lequel on sait qu'il a occupé un autel latéral et qu'en 1690 il a été transféré pour présider le « Cloître des Pèlerins » où on reprenait les différents exvotos que les fidèles laissaient en remerciement aux différentes faveurs réalisées.
- Statue de San Pedro, réalisée en bronze est une reproduction à l'échelle de la statue de San Pedro au Vatican.

## Mosaïques
Durant les années 70 on a couvert de mosaïques les parois arrières des autels, tant dans l'autel principal que dans celui de la chapelle du saint.
- Mosaïque de l'autel principal, inauguré en juin 1970, est une œuvre destinée à couvrir la grande paroi qui ferme la nef centrale et qui sert de fond à cet autel. C'est un travail du missionnaire laïque Peli Romarategui et a été conçue par le prêtre José María Muñoz. Il occupe 170 m2 et est composé de plus de 850.000 pièces qui ont été réalisées dans le sanctuaire lui-même. Sa construction a duré plus de 2 ans. Il représente une allégorie de la croix transformée en arbre qui parcourt les quatre saisons de l'année. Le parcours de l'homme dans ses quatre saisons, de la floraison à la vie représentée par Jésus Ressuscité.
- Mosaïque de la chapelle du saint, plus petit que l'Autel principal, réalisée par ces mêmes artistes. C'est le cadre pour placer la statue du Christ crucifié. Sur un fonds marron est représentée une croix grecque, comme un champignon nucléaire ou la fumée d'un volcan en éruption, qui symbolise l'injustice et les guerres. À ses côtés se trouvent, dans les creux, deux statues des saints Antoine, à droite saint Antoine de Padoue et à gauche saint Antoine Abbé. Au-dessous le tabernacle. Sous le Christ crucifié on peut lire en basque gora Jainkoa zeruetan, gora itsaso mendietan (gloire à Dieu dans les cieux, gloire à Dieu dans les mers et dans les montagnes).
- D'autres mosaïques, dans la chapelle il y en a une qui encadre la statue de la vierge et l'enfant et près de la porte de la sacristie dans une simple mosaïque sont repris les noms des saints basques.
- Le chemin de croix, a été placé dans le sol de la nef principale. Réalisée comme une mosaïque mais avec de grandes pièces, a la caractéristique d'avoir une station de plus, celle de la résurrection.

## Vitraux
Avec les mosaïques on a réalisé plusieurs vitraux, dont le principal orne l'autel principal et représentant les Saints Antoine.
- Vitraux de l'autel principal: situé à la base de la paroi d'arrière plan de l'autel principal, juste dans son centre, commence ce vitrail qui attire l'attention par ses couleurs. Il symbolise l'explosion d'une grenade et relate l'horreur de la guerre, particulièrement la guerre civile espagnole qui a fait beaucoup de victimes ici. C'est l'œuvre des vitriers Cañadas de Bilbao. Tout en haut de la paroi s'ouvre une cavité, couverte par un vitrail qui symbolise la colombe de la paix. Œuvre de Gabriel Ramos Uranga et réalisée dans les ateliers d'art de Cuenca.
- Vitraux des portes d'accès: sur une des portes d'accès sont situés des vitraux dans lesquels on montre la silhouette du sanctuaire. Sur un autre on voit plusieurs mains dans différentes positions soutenant une plante bourgeonnant, toutes les deux sont des œuvres de José María Muñoz et ont été réalisées dans le sanctuaire lui-même.
- Vitraux des parois: il y a plusieurs ensembles de vitraux qui ferment les différentes ouvertures dans les murs. Sur les parois des autels il y a quatre vitraux qui montrent chacun des motifs des quatre éléments, l'eau, l'air, le feu et la terre. À côté de la sacristie et de la chapelle, ainsi que sur le chœur, il y a des ensembles de vitraux qui représentent la végétation naturelle de l'environnement. Dans ces dernières on montre différentes espèces d'arbres et de plantes.

## Histoire

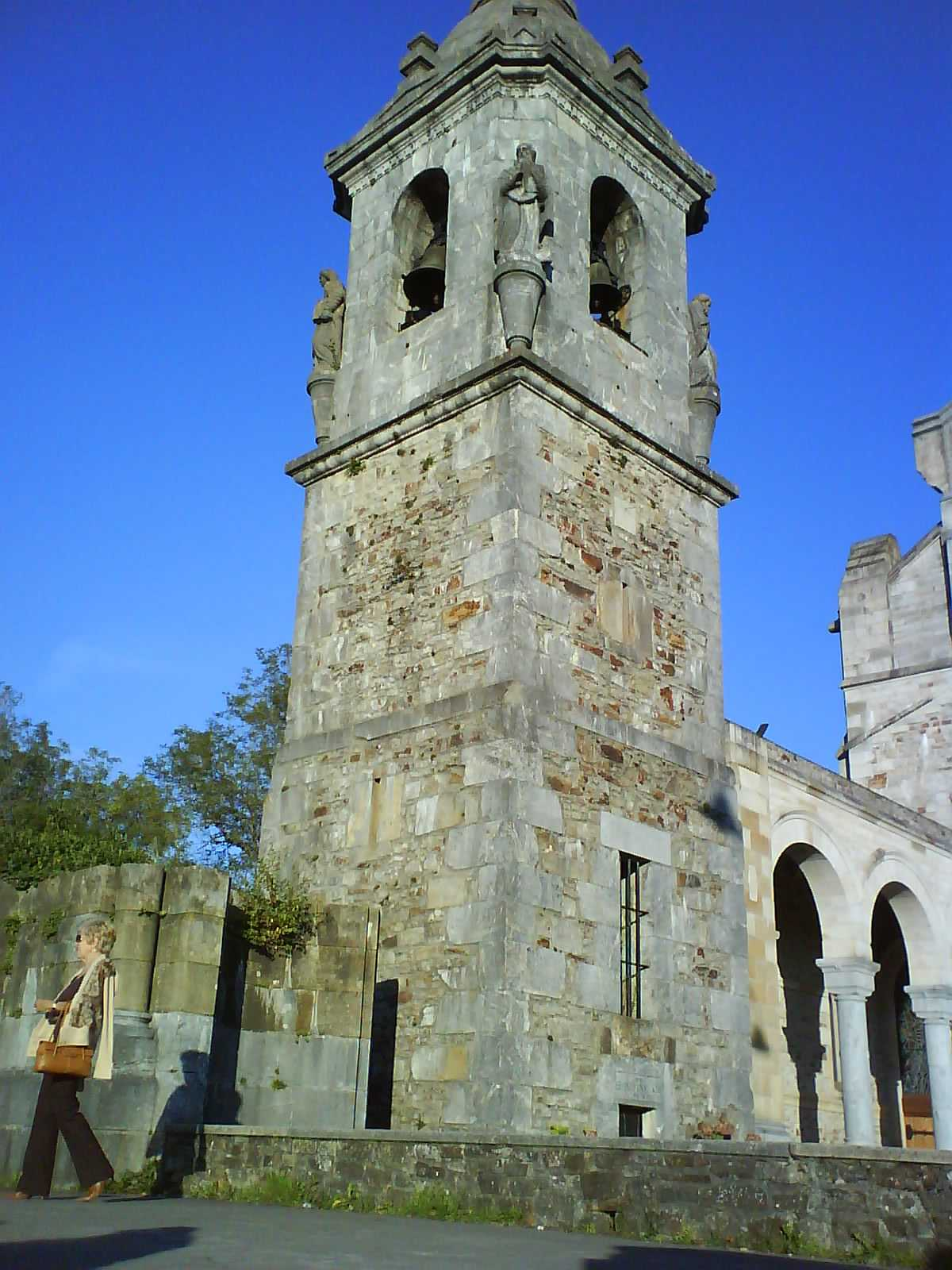
Sanctuaire des Saints Antoine d'Urkiola, détail du campanile.

La zone d'Urkiola a été significative dans les croyances des habitants de ces terres depuis des temps préhistoriques. Dans ses environs se trouvent de nombreux restes archéologiques et le point culminant, l'Anboto, la mythologie autochtone y situe le personnage principal, Mari.
L'entrée du christianisme n'efface pas les croyances précédentes, celles-ci ont subsisté malgré tout. Pour cela l'emplacement d'Urkiola a eu depuis toujours une forte expression spirituelle et religieuse. Bien qu'en l'absence de documentation ou de découverte archéologique qui l'atteste, on estime que l'ancienneté du culte dans ce lieu est précédente au Moyen Âge et est liée à l'arrivée du christianisme dans ces terres.
Le sanctuaire des Saints Antoine Abbé et de Padoue, a été construit sur un ermitage primitif consacré simplement à San Antón dont on a des références écrites vers 1212 signalé par l'infante Doña Urraca pour des aumônes pour cet ermitage. Il y a aussi plus de références de l'an 1567 (selon un des recteurs du sanctuaire, Benito de Vizcarra, dit pouvoir fixer l'origine du sanctuaire entre les VIIIe et IXe siècles à partir des legs apparus dans un document de testament de la Merindad de Durango du XIIIe siècle) et au XVIIe siècle. Du bâtiment original on sait que son autel était orienté à l'est et il était placé dans l'entrée de l'actuel édifice et qu'il avait un clocher et un porche. Depuis le XIIIe siècle le sanctuaire est consacré aux deux saints Antoine.
En 1308 on compte comme protecteur du sanctuaire Juan Alonso de Múxica. En 1567 l'ensemble est déjà composé, indépendamment de l'ermitage, d'une maison et d'un hôpital et possédait une rente de 61 Ducats pour les frais d'entretien.
En 1625 on commence à construire une église qui remplace l'ermitage. Les travaux sont dirigés par Antonio López de Traña avec qui travaillent, Martín de Arriluceaga pour la taille de pierre et Baptista de Orbea pour la menuiserie.
En juin 1646 on a inauguré la nouvelle église de la forme d'une croix latine avec une seule nef et une coupole. Cette église est restée ouverte au culte pendant 15 années. En 1553 on construit le cloître, qui a été appelé cloître des pèlerins et on agrandit le chœur et la sacristie. Ces travaux ont été effectués par le tailleur de pierres Francisco de Elejalde et les charpentiers Asensio de Ojanguren et Cristóbal de Eguizabal. La sacristie et le chœur, qui ont été construits respectivement dans les années 1662 et 1666. Peu de temps après on construit le retable et ce sont les architectes Juan Bolialdea, Domingo de Ascorbe et Joanes de Iturriza, qui s'en chargent.
En 1756, avec l'approbation du Conseil municipal et du Patron d'Abadiño on érige la paroisse la déliant de la paroisse de San Torcuato patronne d'Abadiño.
À côté du temple avait été construit un hôpital pour rendre service aux nombreux voyageurs qui circulaient par cette importante route, l'hôpital avait une prison et un réfrigérateur intérieur. Face à lui on construit en 1772 les maisons rectorales. En 1831 on inaugure quatre autels latéraux.
Pendant la crise sociale du XIXe siècle on a fermé le temple au culte et on a transféré les statues des saints à l'église paroissiale d'Abadiño (Abadiano en castillan) où elles sont restés durant quatre années. Une fois la crise passée elles retourneront au sanctuaire et on planifie plusieurs réformes dans le temple. La plus significative, et qui subsiste jusqu'à aujourd'hui, est la construction d'un clocher en 1870. Cette tour, de style néoclassique, est l'œuvre du maître d'œuvres durangais (gentilé de Durango) Pedro Jose Astarbe.
Des années plus tard on situera à Vitoria-Gasteiz le siège du diocèse pour tout le Pays basque. Les responsables diocésains prennent la décision de la construction d'un grand temple conforme à l'importance spirituelle du lieu. L'architecte José María Basterra sera chargé du projet qui commence en 1898 avec l'étude et la conception de ce dernier. Il s'agissait d'un grand temple en style néomédiéval, comme la nouvelle cathédrale de Vitoria, d'une longueur 60 mètres et d'une largeur de 30 mètres. Il est composé de trois nefs très disparates. La nef centrale, large et haute, et les latérales réduites à de simples couloirs de passage. La tête était rectangulaire et le porche d'entrée est flanquée de deux grandes tours de 40 mètres, dont on accédait par un grand perron.
Le 13 juin 1899, fête de Saint Antoine Abbé, on pose la première pierre de cette nouvelle construction. Les travaux sont exécutés de telle sorte que l'utilisation du bâtiment précédent soit possible. Cette même année l'hôpital brûle.
En 1915 on inaugure la première partie et en 1928 la seconde sera suspendu pour son coût élevé. C'est a ce moment que l'on démolira temple précédent tout en conservant la tour qui avait été construite en 1870. Les sont toujours arrêtés sauf le fronton de la basilique et le premier tronçon des nefs, ainsi qu'un second tronçon des nefs latérales et les débuts des fondations de la construction. Le 27 août 1933 l'évêque Mateo Mújica consacre le temple qui, en ayant fermé par un mur la nef centrale et en mettant des portes dans les latérales, est ouvert au culte.
Le 1er mai 1970 on charge les missions diocésaines basques de la surveillance du sanctuaire. Les nouveaux responsables décident de ne pas terminer le bâtiment à cause du coût élevé et pensent que l'espace disponible est suffisant pour la célébration de la liturgie.
On réalise des restaurations destinées à terminer l'œuvre inachevée. On décore l'extérieur de la paroi qui ferme la nef centrale et on orne l'intérieur avec des mosaïques (en 1993 on inaugure la mosaïque de la chapelle du saint et en 1997 celle de l'Autel principal) et  les vitraux. En 1991 on construit le grand perron d'accès et en 2006 on inaugure un nouveau refuge pour pèlerins  et un écomusée.

## Légende

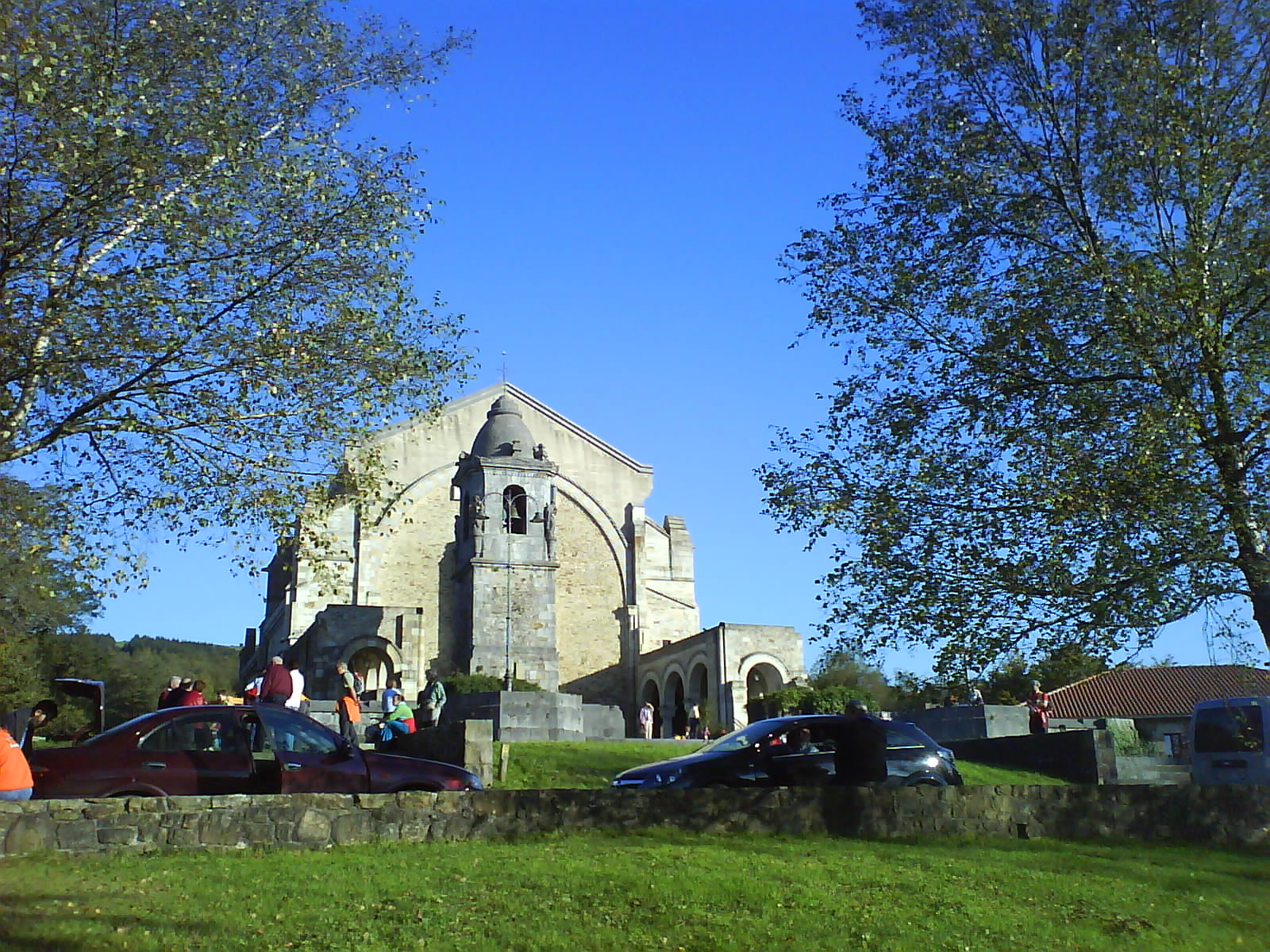
Sanctuaire des Saints Antoine d'Urkiola.

La tradition raconte que Saint Antoine de Padoue est arrivé et a dormi dans l'hôpital de pèlerins. Il aurait tenu une messe dans l'ermitage de San Antón, à l'époque.

## Rites dans le sanctuaire
On a coutume de faire des offrandes diverses au sanctuaire. Ces offrandes sont faites tant par les peuples comme les paysans et les bergers. Généralement on fait don de jeunes taureaux qui sont vendus aux enchères.
Dans la bénédiction des enfants les mères offrent à saint Antoine leurs fils de moins d'un an après avoir passé la nuit dans le sanctuaire. Pour cela l'enfant est pesé dans une balance appelée peso leal (poids loyal) et on fait une offrande égale au poids du gamin. L'offrande est généralement du blé, de l'huile ou de la cire.
Au rocher se trouvant près de l'entrée du temple on attribue certaines vertus qui permettent à celui qui fera plusieurs fois son tour de trouver l'âme sœur (on dit que s'ils sont faits dans le sens contraire on demande la perte de celle-ci). Pour cette même raison on laisse aussi une aumône, petits papiers avec des notes, épingles de couleurs, etc.
La roche, qui est définie comme « un conglomérat pierres, cailloux, roches et fossiles de toutes sortes de forme tellement particulière qui se sont mélangés et assemblés avec un ciment non artificiel », a été placée dans la placette où elle se trouve le 29 novembre 1929 par ordre du recteur du sanctuaire Benito de Vizcarra. Vizcarra a trouvé la pierre dans une montagne proche et au regard de son étrangeté l'a transférée dans un lieu d'accès facile.
La tradition de faire des tours autour de la pierre pour trouver un fiancé est liée à la tradition précédente de fixer des épingles sur un tissu qui se trouvait dans la sacristie pour trouver un fiancé. Des épingles de tête blanche si on voulait que l'homme soit blond et de tête noire pour un brun. La tradition de monter à Urkiola pour trouver un fiancé ou une fiancée a donné lieu au couplet suivant:
Neska-zarrak joaten dira

Urkiolara,

Urkiolara,

Santuari eskatzera senar on bana

senar on bana, konbeni bada.

Santuak esaten die, buruakin ez

buruakin ez

Zergaitik lehenago akordatu ez

akordatu ez, orain batere ez.
- Traduction en espagnol

Las solteronas van

a Urquiola,

a Urquiola,

A pedir al santo un buen marido

un buen marido, que les convenga,

El santo les dice, con la cabeza que no

con la cabeza que no

Porque no se han acordado antes

no se han acordado, ahora no.
- Traduction en français

Les célibataires vont

à Urquiola, 

à Urquiola, 

Demander au saint un bon mari

un bon mari, qui leur convient, 

Le saint leur dit, avec la tête que non
 
avec la tête que non

Parce qu'on n'a pas décidé avant

on n'a pas décidé, maintenant non.

## Fêtes et dates
Deux festivités ont lieu à Urkiola, celle de Saint Antoine Abbé et celle de Saint Antoine de Padoue.
- Saint Antoine Abbé: le 17 janvier a lieu la festivité de Saint Antoine Abbé ou San Antón. Consacrée aux animaux domestiques auxquels on leur dédie une « fête » et où on effectue différents rites pour que ne tombent pas malades. Ce saint est le protecteur des animaux. Cette festivité est répétée le dimanche suivant.

Leur on fait passer au-dessus d'un tronc en feu, on les bénit, et même le sacristain sort parcourant les hameaux et les fermes proches dans ce but et on bénit le pain dans les messes qui est ensuite donné à manger aux animaux après l'avoir trempé dans l'eau du sanctuaire lui-même.
- Saint Antoine de Padoue: le 13 juin et le dimanche suivant, ce saint est celui auquel on confie la recherche d'objets perdus et de fiancé(e). On célèbre une procession (romeria[6] en castillan) à laquelle on allait généralement en marchant ainsi qu'une foire d'élevage et agricole. C'est le protecteur des pauvres et des nécessiteux.
- San José: le 19 mars on célèbre le patron des Missions Diocésaines qui est l'institution qui a la charge du sanctuaire.
- Bénédiction des enfants: a lieu le second dimanche de juillet.
- Jour des mariés ou de la famille: a lieu le troisième dimanche de juillet, où on effectue la demande de main en tournant autour de la pierre qui se trouve près de l'entrée du sanctuaire.
- Jour d'action de grâces ou d'Urrixena: action de grâces pour la fertilité de la terre, a lieu le second dimanche d'octobre.
- Le 13 janvier 1924 on a ajouté au sanctuaire la basilique romaine de San Juan de Letrán qui est la cathédrale de l'évêque de Rome, du Pape. Les visiteurs du sanctuaire d'Urkiola ont les mêmes prérogatives que ceux qui visitent ce temple romain.
- Le 13 juin 1854 les musiciens et le compositeur José María Iparraguirre a interprété pour la première fois au Pays basque sa légendaire composition Gernikako arbola (l'arbre de Gernika en basque) dans l'entrée de l'église d'Urkiola.

## Autres monuments de l'ensemble

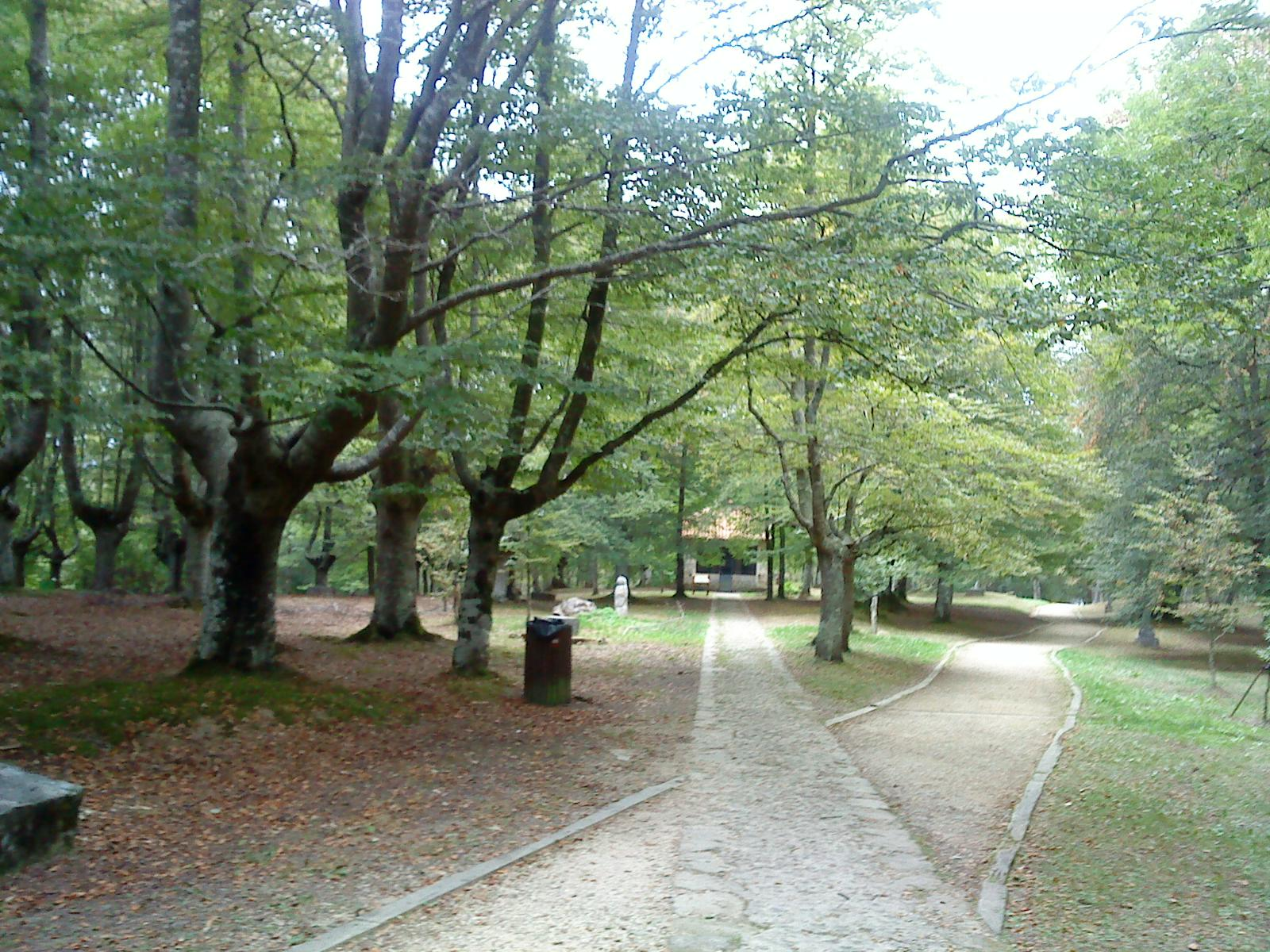
Promenade du chemin de croix avec l'ermitage du Christ Saint au fond.

L'ensemble du sanctuaire d'Urkiola est composé du sanctuaire lui-même de deux ermitages et d'un chemin de croix. Les ermitages, équidistants du sanctuaire et reliés par une chaussée qui coïncide avec l'ancien chemin royal, sont :
- Nuestra señora de los Remedios y Santa Apolonia: populairement appelée Santutxu, un calvaire situé sur le chemin royal. Il est placé sur une résurgence qui s'ouvre en une grande source avec lavoir. On donne des propriétés curatives aux eaux de cette source. Apolonia étant la patronne des dentistes, on croit que les eaux sont bonnes pour les dents et les douleurs de molaires. Dans la partie inférieure il y a des restes d'un autre ermitage, datant d'au moins du XVIe siècle. Pour que la cure d'eaux ait un effet on dit qu'il faut faire le cérémonial suivant:

Il est de tradition que ceux qui souffrent de douleur des molaires doivent prendre de cette eau de source dans la bouche, faire trois ou sept tours autour de l'ermitage et faire apparaître ensuite le liquide dans leur intérieur en invoquant la Sainte. Pour qu'il produise des effets on devait prier un credo avant ce rite et un autre en le terminant.
- le Saint Christ ou de La Vera Cruz: comme le précédent est un calvaire au bord de l'ancien chemin royal. La tradition raconte qu'ici se déchaussaient les pèlerins avant d'arriver au sanctuaire. Il a été construit en 1663.
- Le chemin de croix et le calvaire: construit en 1943 sur ordre posthume d'un fidèle, c'est un chemin de croix double, le chemin de l'allée est différent de celui du retour, conduisant à un calvaire fixé dans un balcon naturel qui est ouvert sur le défilé d'Atxarte et le Durangaldea.

### Sources et bibliographie
- (es) Cet article est partiellement ou en totalité issu de l’article de Wikipédia en espagnol intitulé « Santuario de Urkiola » (voir la liste des auteurs).

- (eu) Cet article est partiellement ou en totalité issu de l’article de Wikipédia en basque intitulé « Urkiolako santutegia » (voir la liste des auteurs).
- Urkiola, Editeur: Bilbao, Servicio Central de Publicaciones del Gobierno Vasco,  (ISBN 84-457-0644-6)
- Senderos de Urkiola, Editeur: Bibao: Sua Edizioak,  (ISBN 84-8216-071-0)
- Berriro Loza José Ángel, Patrimonio de Bizkaia, Santuario de Urkiola, Abadiño, Editeur: Bilbao: Diputación Foral de Bizkaia
- Legarza Joseba & Martija Eusebio, Visita al Santuario de Urkiola, Editeur Bilbao: bbk